# 末子相続
末子相続（まっしそうぞく、ばっしそうぞく）は、最後に生まれた子供（末子）が財産や家督を相続する制度。対義語は長子相続。

## 各地の末子相続

### 遊牧民社会
遊牧民社会では、子は成人すると親から家畜群や隷属民など一定の財産を分与されて独立するが、末子は最後まで親許から独立せず、親が死ぬと親の手許に残った財産をそのまま相続することから、末子相続が生じる。先に独立する子が分与される財産は親の財産のごく一部である場合が多く、結果的に末子が親の財産の大部分を相続することになる。
このような独立していく子に親の財産を分与することから、財産（家畜）の分割の容易な遊牧民に見られる相続形態である。
ただし、家督の相続と財産の相続とは別に考えられるような部分があり、家督の継承は実力によるところが大きく、財産の相続は末子有利という傾向があったようである。
成人・独立していない子が親許に何人か残っているうちに親が死んだ場合、末子ではなく、当該成人していない子供たちのうちの最年長者が親の財産を相続するというケースもある。しかし、その場合でも末子は将来的に母親の財産を相続するなどそれなりに重んじられる風潮があった。
モンゴル人の間では親の遺産を相続する末子を「火の王子（炉の番人とも）」を意味する"オッチギン"と呼んだ。神聖な家の炉の火を守り、継承する者だからである。チンギス・ハーンの末の嫡出弟であるテムゲ・オッチギンが著名である。
末子相続のもう1つの考え方として、略奪した女性との婚姻や妻妾の相続がなされる社会において、第1子は女性の以前の夫の子供である可能性が第2子以降に比べて高いため、あえて長子を相続者にしない、というものである。
長子相続かつ一夫多妻制の社会では、老いてから迎えた若い妻との幼子を家長が偏愛することによって、しばしば相続争いが起こる。いっぽう末子相続は相続時点での家長の意向に沿うことになりやすいため、長子相続におけるような紛争が起こりにくい。

### 日本
日本では邇邇芸命、彦火火出見尊など神話時代から応神天皇の時代にまでおける末子相続がみられる。これらの相続について、古事記や日本書紀には兄が死亡したり、怖気づいたりして弟に皇位を譲るという伝承があるが、これは末子相続による継承を不可解に思った後世の人物の付会である。また古代出雲族に末子相続の習慣があったとされている。
葛城王朝説を唱えた鳥越憲三郎は、著書「神々と天皇の間」において、神話時代から葛城王朝および三輪王朝の古代天皇までは第二子相続であり、長子は神官となって一定の権威を保持していたが妻帯せず、後代になって神官の役割が重視されなくなることによって長子の事績の記録が失われたものであり、仁徳天皇の代以降になると、第二子相続が守られなくなることによって兄弟の相続争いが頻発するようになったとする説を展開しているが、神八井耳命、大彦命、豊城入彦命など多くの皇室の長兄は子孫がおり、当然妻帯していたはずで彼の理論には疑問がある。
近代においては、近畿、瀬戸内、九州の一部地域の漁村でその例をみることができる。漁村で末子相続が行われる理由として、水田・畑のような財産となる土地を持たず、財産分与の問題が生じにくいことや、子が労働年齢に達すれば直ちに海に出るために生命の危険が多く、末子に継がせることがより安全である、というものがある。
このほか、長野県諏訪地域では、江戸時代後半から昭和戦前期まで末子相続が見られた。この場合、長男次男などは江戸に奉公や出稼ぎに出かけ、男性の末子が田畑を相続し両親の扶助を行った。この地域の田畑の生産力が低いことと、江戸時代中期以降に耕地の細分化と核家族化がすすんだため、こうした風習が成立したと考えられている。
この風習は、形を変えて第二次世界大戦終結まで行われ、長男や次男は都市の大学に進学または都市に出て就職し、男性の末子が地元に残って両親の扶助を行った例が多く見られる。諏訪地方出身の著名人には、こうした例がしばしば認められる。この風習は、長男相続と家父長制を規定する大日本帝国憲法下の民法に抵触したため、訴訟裁判沙汰となることもあり、民法学者の興味をひく判例をしばしば提供した。
相撲部屋の継承では、現在でも末子相続をみることができる。古い弟子は引退後独立して部屋を興し、師匠の停年時に部屋を継承するのはその時点での部屋付き親方や現役力士という例である。また弟子が師匠の入婿となって部屋を継ぐケースでは、部屋創設当時の弟子は師匠との年齢差が小さいため師匠の娘と年が釣り合わないということもある。たとえば高砂部屋では、5代目師匠である元横綱朝潮の弟子のうちまず元大関前の山が独立して高田川部屋を創設、ついで元関脇の高見山、富士櫻が独立し、朝潮が死去したときに継承したのは部屋付き親方の富士錦であった。